# Hữu Hảo
Hữu Hảo (chữ Hán giản thể: 友好区âm Hán Việt: Hữu Hảo khu) là một quận thuộc địa cấp thị Y Xuân, tỉnh Hắc Long Giang, Cộng hòa Nhân dân Trung Hoa. Quận Hữu Hảo có diện tích 2366 km², dân số 70.000 người. Mã số bưu chính của quận Hữu Hảo là 153031. Quận Hữu Hảo được chia thành các đơn vị hành chính gồm 6 nhai đạo biện sự xứ: Hữu Hảo, Song Tử Hà, Thiết Lâm, Thiết Hưng, Tân Nhai Cơ, Nhị Thập Nhất.